# 14. květen
14. květen je 134. den roku podle gregoriánského kalendáře (135. v přestupném roce). Do konce roku zbývá 231 dní. Svátek má Bonifác.

## Události

### Česko
- 1562 – V Praze byl českým králem korunován syn císaře Ferdinanda Maxmilián II.
- 1908 – V Praze byla otevřena Česko–německá  výstava  Obchodní a živnostenské komory konaná u příležitosti 60. výročí panování císaře Františka Josefa I.
- 1921 – Byla založena Komunistická strana Československa. (14.–16. května)
- 1943 – Bombardéry RAF se pokusily o nálet na Škodovy závody v Plzni, ale zasaženy byly i obytné čtvrti a Radčice.
- 1950 – V ČSR začala rozsáhlá propagandistická kampaň – podpisová akce k rezoluci sjezdu obránců míru ve Stockholmu.
- 1970 – V Malostranské besedě proběhla premiéra hry Divadla Járy Cimrmana – Vražda v salonním coupé.
- 1990 – Československá televize zahájila třetí program – OK3
- 2000 – Česká hokejová reprezentace zvítězila ve finále mistrovství světa v ledním hokeji v ruském Petrohradě nad Slovenskem a obhájila tak zlaté medaile z MS 1999 v Norsku.

### Svět
- 1264 – Druhá válka baronů: odehrála se bitva u Lewes. Byla největším úspěchem velitele baronských sil Simona de Montfort, jelikož se po ní stal nekorunovaným králem Anglie.
- 1610 – Katolický atentátník François Ravaillac zavraždil francouzského krále Jindřicha IV. Na trůn nastupuje jeho syn Ludvík XIII.
- 1643 – Ludvík XIV. ve věku 4 let usedl na francouzský trůn.
- 1796 – Edward Jenner v Anglii poprvé naočkoval osmiletého chlapce kravskými neštovicemi
- 1900 – V Paříži byly zahájeny II. letní olympijské hry.
- 1909 – Prof. Tomáš G. Masaryk vystoupil v Říšské radě s ostrou kritikou rakouského postupu proti jižním Slovanům v tzv. záhřebském procesu.
- 1916 – V Paříži zahájila oficiálně činnost Československá národní rada, která byla postupně uznána jako představitelka čs. národa.
- 1935 – V Los Angeles byl pro veřejnost otevřen Griffith Park.
- 1939 – Peruánka Lina Medina porodila jako nejmladší známá matka v historii ve věku pěti let a sedmi měsíců zdravého syna.
- 1948
  - Vznikl stát Izrael.
  - V odpoledních hodinách, po vyhlášení nezávislosti Izraele (s Davidem Ben Gurionem jako premiérem) překročily armády okolních arabských zemí hranice Izraele a oficiálně začala první arabsko-izraelská válka.
- 1955 – Byla podepsána Varšavská smlouva.
- 1973 – Vypuštěna první vesmírná stanice USA Skylab.
- 1982 – Proběhla americká premiéra filmu Barbar Conan
- 2022 – Při masové střelbě v americkém Buffalu zastřelil střelec deset lidí a další tři zranil.

## Narození

### Česko

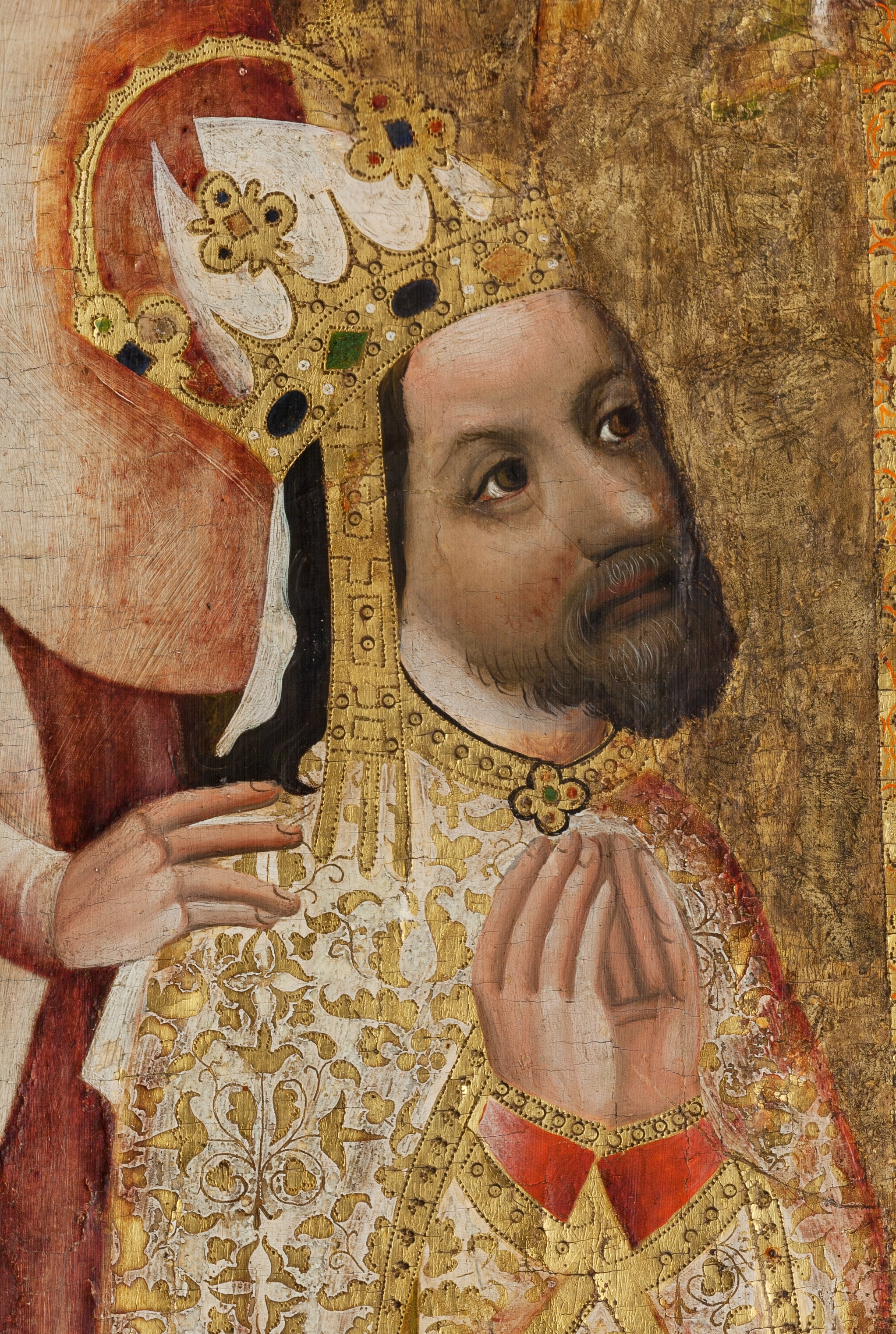
Karel IV. (* 1316)

- 1316 – Karel IV., český král a římský císař († 29. listopadu 1378)
- 1733 – Mikuláš Adaukt Voigt, piaristický kazatel, pedagog a numismatik († 18. října 1787)
- 1814 – Ludvík Ochrana, český katolický kněz a národní buditel († 28. prosince 1877)
- 1835 – Jiří Kristián Lobkowicz, nejvyšší maršálek Království českého († 21. prosince 1908)
- 1838 – Hugo Ullik, malíř divadelních dekorací, ilustrátor a krajinář († 9. ledna 1881)
- 1845 – Jan Mulač, portrétní fotograf († 8. srpna 1905)
- 1863
  - Vilém Mrštík, spisovatel († 2. března 1912)
  - Karel Štapfer, ilustrátor a scénograf († 30. listopadu 1930)
- 1869 – Vladimír Šamberk, český herec a malíř († ? 1930)
- 1879 – Josef Bubník, československý politik († 4. července 1957)
- 1885 – Arthur Breisky, spisovatel a překladatel († 10. července 1910)
- 1888 – Josef Karel Matocha, arcibiskup olomoucký, metropolita moravský, od roku 1950 vězeň komunistického režimu († 2. listopad 1961)
- 1891 – Břetislav Kafka, hypnotizér a parapsychológ († 27. srpna 1967)
- 1892 – Felix Petyrek, rakouský hudební skladatel českého původu († 1. prosince 1951)
- 1894 – Jindřich Honzl, český režisér a divadelní teoretik († 20. dubna 1953)
- 1897 – Anděla Kozáková-Jírová, první žena v Československu, která získala doktorát práv († 1. června 1986)
- 1898 – Alois Wachsman, malíř, scénograf a architekt († 16. května 1942)
- 1902
  - Stanislav Jandík, spisovatel a grafik († 1. srpna 1970)
  - Augustin Schubert, kněz augustinián, oběť nacistického režimu († 28. července 1942)
- 1908 – František A. Krejčí, architekt († 12. prosince 1981)
- 1909 – Vladimír Kryštovský, kněz, teolog a vysokoškolský profesor († 18. února 1986)
- 1910 – Jiří Sternwald, hudební skladatel († 19. prosince 2007)
- 1913 – Rudolf Mertlík, spisovatel a překladatel († 28. července 1985 )
- 1914 – Jiřina Sedláčková, herečka, zpěvačka a manekýnka († 12. dubna 2002)
- 1920 – Jiřina Salačová, zpěvačka († 8. ledna 1991)
- 1921
  - Milan Romportl, jazykovědec a profesor fonetiky († 10. prosince 1982)
  - Marie Pilátová, herečka († 20. ledna 2015)
- 1924 – Eduard Petiška, spisovatel († 6. června 1987)
- 1925
  - Milan Kopecký, literární historik († 17. září 2006)
  - Vladimír Dvořák, herec, textař a konferenciér († 28. prosince 1999)
- 1926
  - Ivan Sedliský, český malíř a grafik († 19. března 1999)
  - Čestmír Gregor, hudební skladatel, teoretik a publicista († 2. března 2011
- 1930 – Jaroslav Vodrážka, český varhaník
- 1934 – Richard Jeřábek, český etnolog a pedagog († 14. října 2006)
- 1947 – Josef Koubek, český chemik, rektor VŠCHT
- 1950
  - Jaroslav Maxmilián Kašparů, psychiatr, pedagog, premonstrátský jáhen a esperantista
  - Milan Kajkl, československý hokejový obránce († 18. ledna 2014)
- 1967 – Pavel Kalný, horolezec († 10. května 2006)
- 1941
  - Alena Kožíková, divadelní dramaturgyně, teatroložka a překladatelka
  - Jaromír Holan, krasobruslař
- 1951 – Jolana Poláková, česká filosofka
- 1952 – Ivo Pospíšil, český literární vědec, pedagog a překladatel
- 1954 – Milan Kindl, právník a spisovatel, děkan Právnické fakulty Západočeské univerzity v Plzni
- 1960 – Jiří Šigut, konceptuální fotograf a umělec
- 1980 – Zdeněk Grygera, fotbalista
- 1983 – Iveta Lutovská, moderátorka, modelka a Česká Miss 2009

### Svět

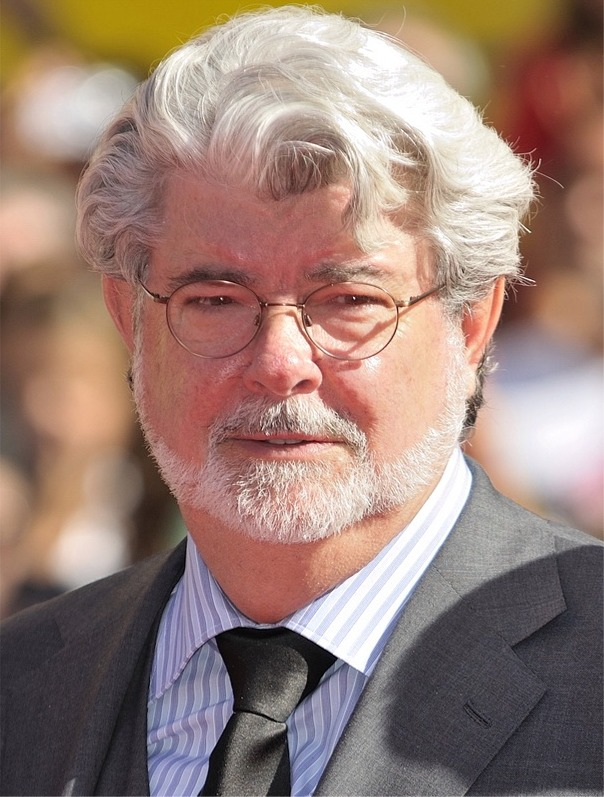
George Lucas (* 1944)

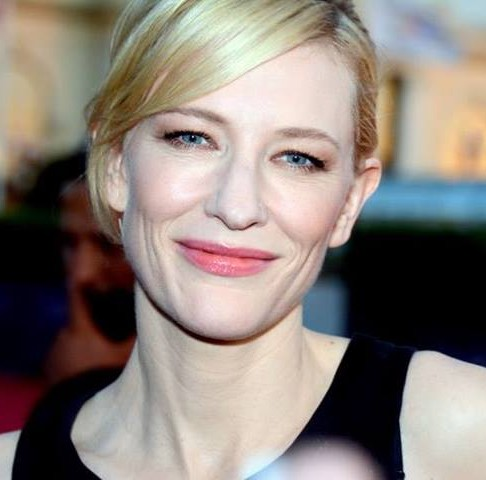
Cate Blanchettová (* 1969)

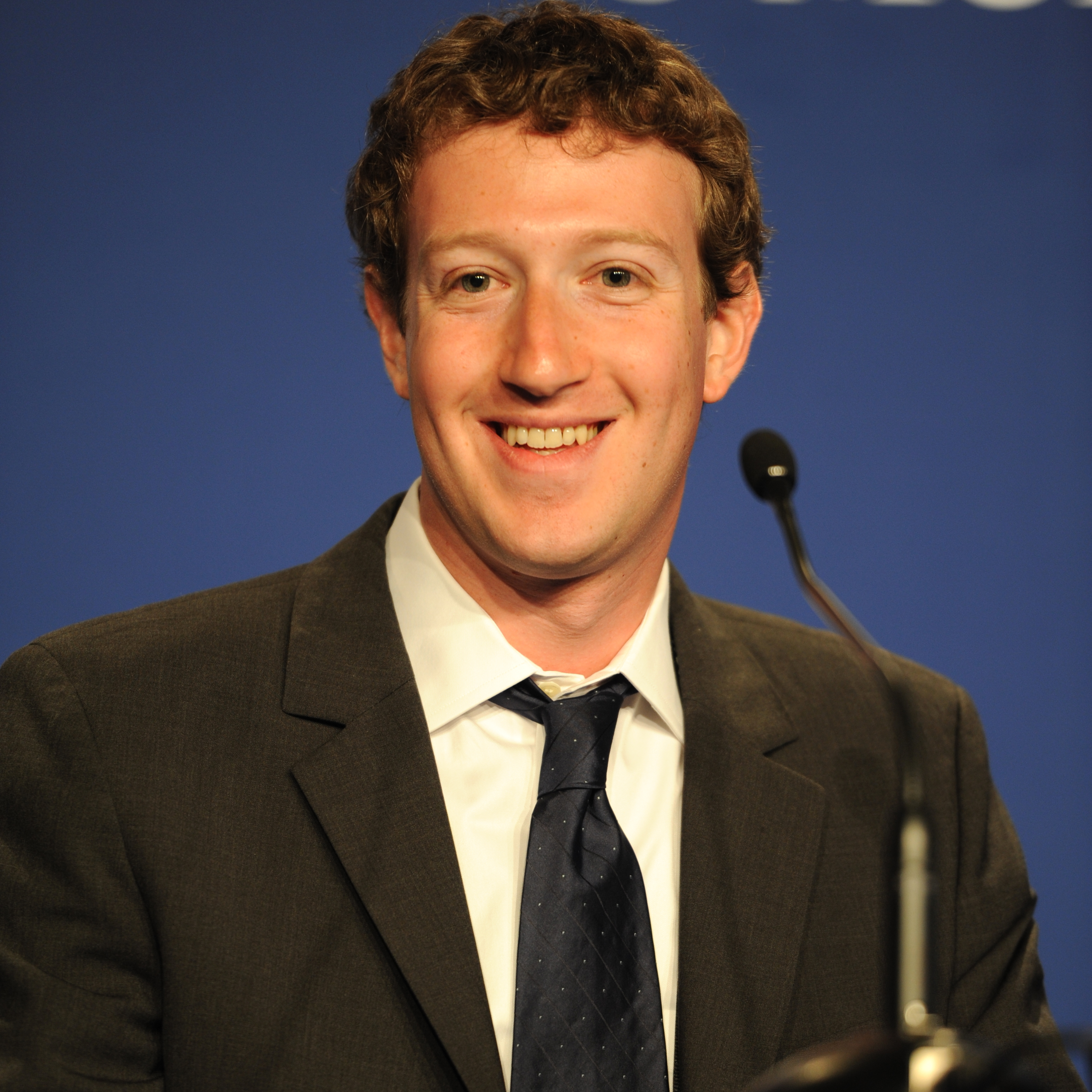
Mark Zuckerberg (* 1984)

- 1553 – Margaréta Valois, královna Francie a Navarry († 1615)
- 1666 – Viktor Amadeus II., vévoda savojský, král sicilský a sardinský († 31. října 1732)
- 1696 – Leopold II. Fridrich z Egkhu, německý církevní hodnostář, olomoucký biskup († 15. prosince 1760)
- 1710 – Adolf I. Fridrich, švédský král († 12. února 1771)
- 1727
  - Jurij Mjeń, hornolužický spisovatel, básník a kazatel († 22. srpna 1785)
  - Thomas Gainsborough, anglický malíř († 2. srpna 1788)
- 1759 – Alois I. z Lichtenštejna, lichtenštejnský kníže († 24. března 1805)
- 1771
  - Robert Owen, jeden z prvních socialistů († 17. listopadu 1858)
  - Thomas Wedgwood, anglický průkopník fotografie († 10. července 1805)
- 1783 – Giuseppe Jappelli, italský architekt († 8. května 1852)
- 1802 – Carlo Caccia Dominioni, italský biskup († 6. října 1866)
- 1807 – Johann Friedrich Gabriel Poppel, německý malíř a rytec († 6. srpna 1882)
- 1821 – Fridrich Ferdinand Rakouský, rakouský arcivévoda a velitel rakouského námořnictva († 5. října 1847)
- 1827 – Jean-Baptiste Carpeaux, francouzský sochař a malíř († 12. října 1875)
- 1832 – Rudolf Lipschitz, německý matematik († 7. října 1903)
- 1855 – Jakob Groh, rakouský grafik († 17. února 1917)
- 1861 – Nikolaj Rysakov, ruský revolucionář († 13. března 1881)
- 1863 – John Charles Fields, kanadský matematik († 9. srpna 1932)
- 1866 nebo 1867 – Alice Boughtonová, americká portrétní fotografka († 21. června 1943)
- 1867 – Kurt Eisner, německý levicový politik († 21. února 1919)
- 1868 – Magnus Hirschfeld, německý lékař a sexuolog († 14. května 1935)
- 1870 – Paul Baras, francouzský cyklista automobilový závodník († 6. listopadu 1941)
- 1871 – Vasyl Stefanyk, ukrajinský spisovatel († 7. prosince 1936)
- 1872
  - Marcel Renault, francouzský automobilový konstruktér a závodník († 25. května 1903)
  - John Stepan Zamecnik, americký skladatel a dirigent († 13. června 1953)
- 1884 – Claude Dornier, německý letecký konstruktér († 5. prosince 1969)
- 1885 – Otto Klemperer, německý dirigent a hudební skladatel († 6. července 1973)
- 1892 – Kaarlo Mäkinen, finský zápasník, olympijský vítěz († 11. května 1980)
- 1897
  - Robert Ludvigovič Bartini, italský šlechtic, letecký konstruktér a vědec († 6. prosince 1974)
  - Barbara Woottonová, britská socioložka a ekonomka († 11. července 1988)
  - Sidney Bechet, americký jazzový saxofonista, klarinetista a skladatel († 14. května 1959)
- 1899 – Pierre Auger, francouzský fyzik († 25. prosince 1993)
- 1905
  - Jean Daniélou, francouzský teolog († 20. května 1974)
  - Nikolaj Alexandrovič Tichonov, sovětský politik († 1. června 1997)
- 1906 – Hastings Kamuzu Banda, prezident Malawi († 25. listopadu 1997)
- 1907 – Vicente Enrique y Tarancón, arcibiskup Toleda a Madridu, kardinál († 28. listopadu 1994)
- 1911 – Leen Vente, nizozemský fotbalista a trenér († 9. listopadu 1989)
- 1914 – Teodor Ojzerman, ruský historik filosofie
- 1917 – William Thomas Tutte, britský matematik a kryptolog († 2. května 2002)
- 1922 – Franjo Tuđman, chorvatský prezident († 1999)
- 1925
  - Juval Ne'eman, fyzik, ministr vědy a rozvoje Izraele († 26. dubna 2006)
  - Al Porcino, americký jazzový trumpetista († 31. prosince 2013)
- 1926 – Eric Morecambe, britský komik († 28. května 1984)
- 1929 – Gump Worsley, kanadský hokejový brankář († 26. ledna 2007)
- 1930 – Stanislav Brovet, jugoslávský admirál († 10. června 2007)
- 1931 – Alvin Lucier, americký hudební skladatel
- 1932 – Bob Johnston, americký hudební producent a hudebník († 14. srpna 2015)
- 1933 – Stu Williamson, americký trumpetista († 1. října 1991)
- 1936
  - Bobby Darin, americký zpěvák, skladatel, hudebník a herec († 20. prosince 1973)
  - Richard John Neuhaus, americký duchovní, spisovatel a novinář († 8. ledna 2009)
- 1943
  - Winston Riley, jamajský zpěvák a hudební producent († 19. ledna 2012)
  - Jack Bruce, britský rockový hudebník († 25. října 2014)
  - Ólafur Ragnar Grímsson, pátý islandský prezident
- 1944 – George Lucas, americký filmový režisér, autor Hvězdných válek
- 1945
  - Vladislav Ardzinba, abchazský politik a bývalý prezident mezinárodně neuznané Abchazské republiky († 4. března 2010)
  - Jochanan Volach, izraelský fotbalista
- 1946 – Joseph Zito, americký filmový režisér
- 1952
  - David Byrne, skotský hudebník, multiinstrumentalista a herec
  - Robert Zemeckis, americký filmový režisér, producent a scenárista
- 1953
  - Norodom Sihamoni, kambodžský král
  - John Rutsey, kanadský bubeník
- 1956 – Gillian Bradshawová, americká spisovatelka historické sci-fi
- 1957 – Daniela Dessìová, italská operní pěvkyně – sopranistka
- 1965 – Eoin Colfer, irský spisovatel
- 1966 – Mike Inez, americký baskytarista
- 1969 – Cate Blanchettová, australská herečka
- 1971 – Sofia Coppola, americká režisérka
- 1973 – Natalie Appleton, kanadská zpěvačka
- 1980 – Mervana Jugićová-Salkićová, bosenská tenistka
- 1976 – Martine McCutcheon, britská herečka, moderátorka a zpěvačka
- 1979 – Dan Auerbach, americký hudebník
- 1984
  - Olly Murs, britský zpěvák
  - Mark Zuckerberg, americký podnikatel, zakladatel Facebooku
- 1986 – Sarbel, britský zpěvák
- 1996
  - Martin Garrix, nizozemský DJ, hudební producent
  - Martín Sigren, chilský ragbista
- 2001 – Jack Hughes, americký lední hokejista

## Úmrtí

### Česko

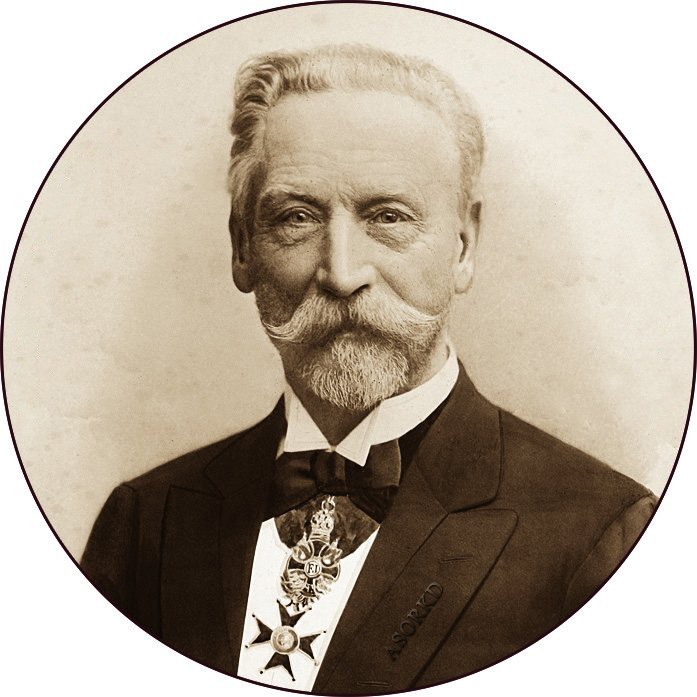
Heinrich Mattoni († 1910)

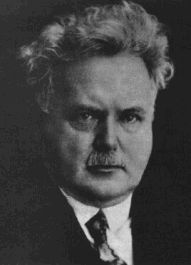
Viktor Dyk († 1931)

- 1695 – Karel Maxmilián Lažanský z Bukové, šlechtic (* 1639)
- 1727 – Václav Ignác Vratislav z Mitrovic, šlechtic (* 22. září 1645)
- 1744 – Friedrich Ignaz Reintsch, římskokatolický duchovní (* kolem 1675)
- 1745 – František Leopold ze Šternberka, šlechtic (* 9. července 1680)
- 1834 – Jan Hýbl, básník, překladatel a redaktor (* 3. září 1786)
- 1873 – Gideon Brecher, moravský židovský spisovatel a lékař (* 14. ledna 1797)
- 1877 – Philipp Wilhelm von Schoeller, moravský podnikatel (* 20. února 1797)
- 1879 – Gottfried Menzel, katolický kněz a přírodovědec (* 7. června 1798)
- 1880 – Josef Václav Esop, lékař a politik (* 4. ledna 1813)
- 1883 – Josef Lausch, poslanec Moravského zemského sněmu (* 22. února 1816)
- 1886 – Štěpán Pollach, poslanec Českého zemského sněmu(* 26. listopadu 1811)
- 1889 – Antonín H. Sokol, novinář a dramatik (* 7. června 1847)
- 1890 – Karel Faber, poslanec Českého říšského sněmu (* 9. března 1810)
- 1892 – Josef Turba, architekt (* 1822)
- 1893 – Max Machanek, moravský podnikatel a politik (* 18. prosince 1831)
- 1897 – Maxmilian Mareček, hudební skladatel, dirigent a operní podnikatel českého původu (* 28. června 1821)
- 1903 – Johann Ledebur-Wicheln, šlechtic a politik (* 30. května 1842)
- 1904 – Hans Miksch, rakouský architekt českého původu (* 24. června 1846)
- 1907 – Alois Škampa, básník (* 30. května 1861)
- 1910 – Heinrich Mattoni, karlovarský podnikatel (* 11. srpna 1830)
- 1912 – Karl Chiari, průmyslník ze Šumperka (* 26. května 1849)
- 1916
  - Josef Thanabauer, starosta města Polička a poslanec Českého zemského sněmu (* 17. března 1846)
  - Wilhelm Pollauf, právník a politik (* 28. května 1876)
- 1917 – František Pečinka, malíř a básník (* 27. prosince 1869)
- 1924 – Vratislav Pasovský, architekt (* 13. listopadu 1854)
- 1931 – Viktor Dyk, básník a politik (* 31. prosince 1877)
- 1933 – Jan Baďura, římskokatolický duchovní a spisovatel (* 11. července 1859)
- 1937 – František Maria Harrach, moravský šlechtic (* 27. července 1870)
- 1939 – Josef Svoboda, fotbalista (* 2. února 1899)
- 1940 – Anna Boudová Suchardová, malířka a keramička (* 23. října 1870)
- 1942
  - František Kocourek, novinář, rozhlasový reportér a spisovatel (* 13. září 1901)
  - Jan Ferák, vojenský pilot (* 8. července 1913)
- 1944 – František Vavřínek, právník, státovědec a profesor (* 4. října 1877)
- 1951 – Antonín Růžička, malíř a profesor kreslení (* 6. července 1887)
- 1953 – Wilhelm Niessner, meziválečný senátor Národního shromáždění (* 21. září 1873)
- 1965 – Otokar Chlup, pedagog (* 30. srpna 1875)
- 1968 – Vratislav Jonáš, lékař, profesor Univerzity Karlovy (* 23. prosince 1899)
- 1973 – Willibald Gatter, německo-český automobilový konstruktér (* 12. prosince 1896)
- 1985 – Ladislav Ženíšek, fotbalový reprezentant (* 7. března 1904)
- 1986 – Ladislav Jirka, rytec (* 11. února 1914)
- 1987 – Alois Böhm, spisovatel, autor básní a povídek (* 6. července 1899)
- 1989 – Oldřich Vyhlídal, básník, překladatel (* 4. ledna 1921)
- 1992 – Václav Frolec, národopisec, folklorista a vysokoškolský pedagog (* 27. září 1934)
- 1994
  - Václav Marek, cestovatel, spisovatel, lappolog a překladatel (* 5. března 1908)
  - Jiří Vítězslav Šamla, esperantista, úředník radiové stanice v Brně (* 17. září 1913)
- 1996 – Jan Hertl, československý fotbalový reprezentant (* 23. ledna 1929)
- 2005 – Alena Šimečková, germanistka (* 25. dubna 1932)
- 2007 – Marie Dubinová, odbojářka proti nacismu a komunismu (* 1915)
- 2010 – Milouš Kvaček, fotbalista a fotbalový trenér (* 19. listopadu 1933)
- 2016 – Jaroslav Malina, malíř, grafik a scénograf (* 5. prosince 1937)
- 2017
  - Věra Kramářová, gymnazijní profesorka a kronikářka Otrokovic (* 14. června 1934)
  - Hugo Josef Pitel, katolický duchovní, premonstrát a politický vězeň (* 19. března 1928)
- 2018
  - Vladimír Jirásek, vodní slalomář, kanoista (* 2. listopadu 1933)
  - Azita Haidarová, překladatelka ze švédštiny a finštiny (* 10. července 1966)
  - Jitka Moravcová, první profesorka organické chemie (* 26. listopadu 1950)

### Svět

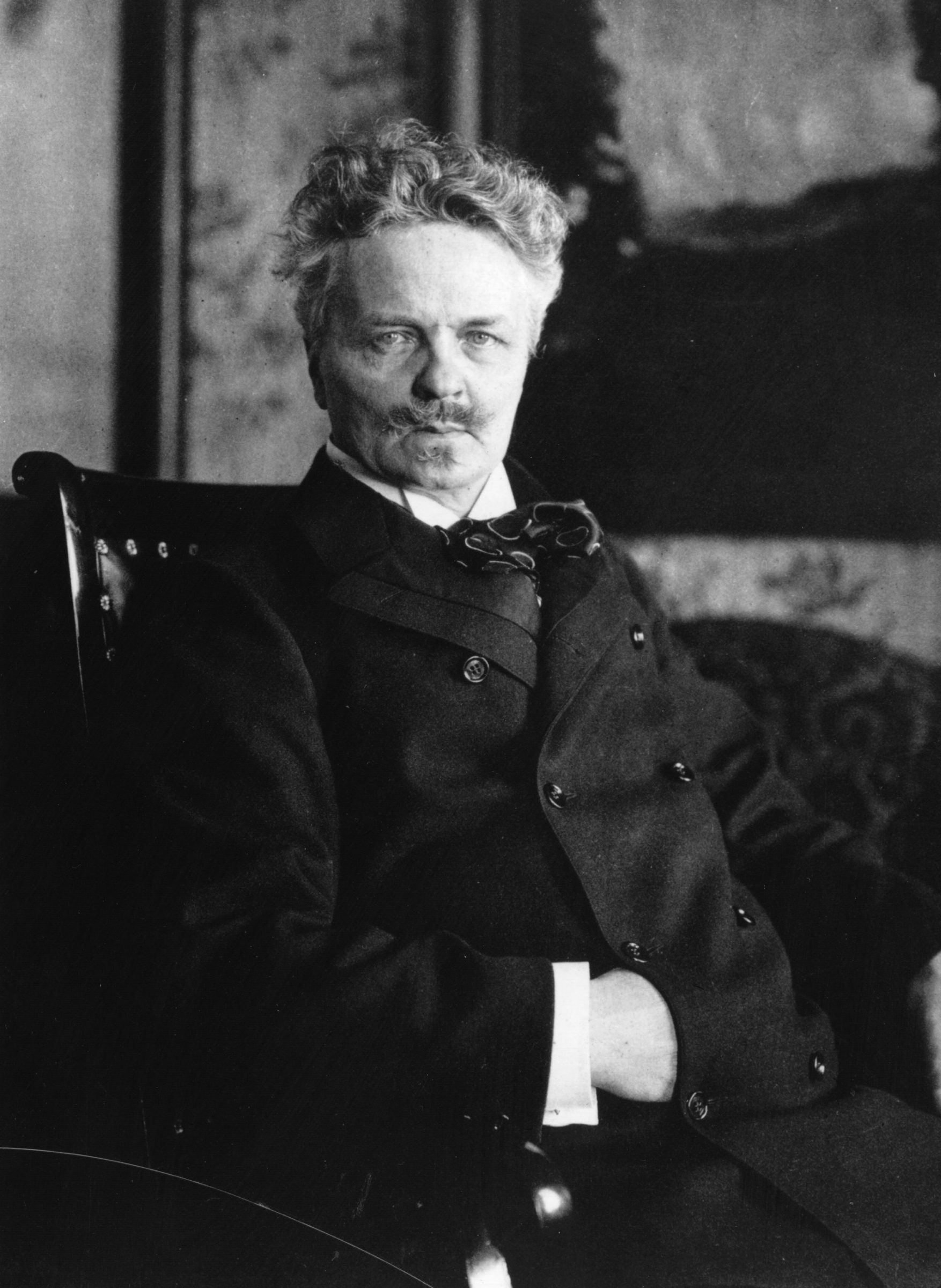
August Strindberg († 1912)

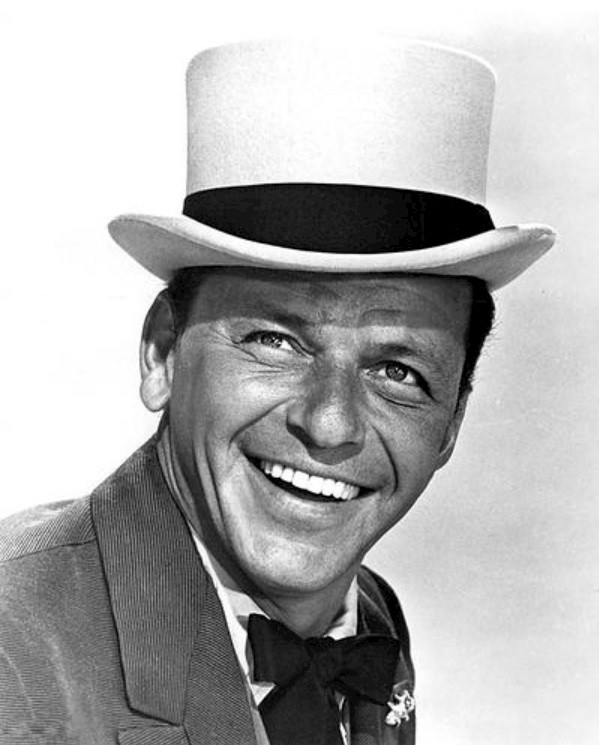
Frank Sinatra († 1998)

- 0649 – Theodor I., papež (* ?)
- 0964 – Jan XII., papež (* asi 937)
- 1293 – Anežka Goricko-Tyrolská, míšeňská markraběnka a lantkraběnka durynská (* ?)
- 1313 – Boleslav I. Opolský, opolský kníže z rodu slezských Piastovců (* 1254/58)
- 1462 – Johana z Marle, francouzská dědička a svrchovaná hraběnka (* 1415)
- 1507 – Hernando de Talavera, španělský římskokatolický kněz (* asi 1430)
- 1576 – Tahmásp I., perský šáh z dynastie Safíovců (* 3. března 1513)
- 1608 – Karel III. Lotrinský, vévoda lotrinský (* 18. února 1543)
- 1610 – Jindřich IV. Francouzský, francouzský král (* 13. prosince 1553)
- 1643 – Ludvík XIII., francouzský král (* 1601)
- 1649 – Friedrich Spanheim, německý teolog (* 1. ledna 1600)
- 1674 – Ján Bayer, slovenský spisovatel, filozof a pedagog (* 1630)
- 1734 – Richard Cantillon, irsko-francouzský ekonom (* 1680–93)
- 1736
  - Ludvík August, vévoda z Maine, legitimizovaný syn francouzského krále Ludvíka XIV. a Madame de Montespan (* 31. března 1670)
  - Louis-Antoine de Pardaillan de Gondrin, syn Madame de Montespan (* 5. září 1664)
- 1780 – Pierre-Montan Berton, francouzský zpěvák, hudební skladatel a dirigent (* 7. ledna 1727)
- 1800 – Kristýna Boyerová, manželka Luciena Bonaparte (* 3. července 1771)
- 1818
  - Matthew Gregory Lewis, anglický spisovatel a dramatik (* 9. července 1775)
  - Šarlota Georgina Meklenbursko-Střelická, německá šlechtička (* 17. listopadu 1769)
- 1840 – Carl Ludwig Engel německo-finský architekt a malíř (* 3. července 1778)
- 1847 – Fanny Mendelssohnová, německá klavíristka a hudební skladatelka (* 14. listopadu 1805)
- 1856 – Théodore Guerin, francouzská římskokatolická řeholnice a svatá (* 2. října 1798)
- 1859 – Šime Starčević, chorvatský kněz, autor gramatiky (* 18. dubna 1784)
- 1860 – Ludwig Bechstein, durynský spisovatel a básník (* 24. listopadu 1801)
- 1863
  - Ferdinand Beyer, německý skladatel (* 25. července 1803)
  - Michel Garicoïts, francouzský římskokatolický kněz a svatý (* 15. dubna 1797)
- 1881
  - Petr Oldenburský, německý šlechtic a oldenburský vévoda (* 26. srpna 1812)
  - Mary Seacoleová, britská zdravotní sestra, hoteliérka a spisovatelka jamajského původu (* 1805)
- 1887
  - Hippolyte Bayard, francouzský fotograf (* 1801)
  - Alfred Skene, rakouský politik a starosta Brna (* 15. května 1815)
  - Lysander Spooner, americký spisovatel a právník (* 19. ledna 1808)
- 1893 – Ernst Kummer, německý matematik (* 1810)
- 1899 – Israël David Kiek, nizozemský portrétní fotograf (* 22. dubna 1811)
- 1900 – Sergej Korsakov, ruský psychiatr a neuropatolog (* 3. února 1854)
- 1904  – Hans Miksch, rakouský architekt (* 24. června 1846)
- 1911 – Zeno Vinzenz von Goëss, rakouský šlechtic a politik (* 26. října 1846)
- 1912
  - Frederik VIII., dánský král (* 3. června 1843)
  - August Strindberg, švédský dramatik a spisovatel (* 1849)
- 1915 – Nazario Stradi, rakousko-italský politik (* 17. prosince 1824)
- 1922 – Mary Victoria Douglas-Hamiltonová, monacká dědičná princezna (* 11. prosince 1850)
- 1925 – Henry Rider Haggard, anglický spisovatel (* 22. června 1856)
- 1926
  - Christian Kraft Hohenlohe-Oehringen, německý šlechtic, politik a důlní průmyslník (* 21. března 1848)
  - Wilhelm Neumann-Walter, rakouský politik a poslanec Říšského sněmu (* 17. srpna 1873)
- 1927 – Jan Michejda, polský politik a poslanec Slezského říšského sněmu (* 18. července 1853)
- 1930 – Władysław Orkan, polský básník, prozaik a dramatik (* 27. listopadu 1875)
- 1935 – Magnus Hirschfeld, německý lékař a sexuolog (* 14. května 1868)
- 1936 – Edmund Allenby, britský maršál (* 23. dubna 1861)
- 1940 – Emma Goldmanová, americká anarchistka a mírová aktivistka (* 1869)
- 1941 – Maurice Bavaud, švýcarský student, neúspěšný atentátník na Adolfa Hitlera (* 15. ledna 1916)
- 1942 – Juraj Babka, slovenský pedagog a meziválečný senátor (* 17. listopadu 1868)
- 1943
  - Fridrich August Jiří Saský, saský korunní princ (* 15. ledna 1893)
  - Henri La Fontaine, belgickým právníkem a zastánce práv žen (* 22. dubna 1854)
- 1944
  - Eugen Steinach, fyziolog a průkopník endokrinologie (* 28. ledna 1861)
  - Vladimir Vladimirovič Gil, ruský partyzán a kolaborant (* 11. června 1906)
  - Josef Sturm, rakouský kněz a politik (* 23. května 1885)
- 1954 – Heinz Guderian, nacistický německý vojenský teoretik a generál (* 17. června 1888)
- 1956 – Albert Kluyver, nizozemský mikrobiolog a biochemik (* 3. června 1888)
- 1957 – Thit Jensenová, dánská spisovatelka (* 1876)
- 1959
  - Sidney Bechet, americký jazzový saxofonista, klarinetista a skladatel (* 14. května 1897)
  - Marie Antonie Portugalská, portugalská infantka (* 28. listopadu 1862)
- 1961 – Christian Simony, dánský obchodník a inspektor jižního Grónska (* 16. srpna 1881)
- 1962 – Dov Karmi, britsko-izraelský architekt (* 1905)
- 1966 – Ludwig Meidner, německý malíř a básník (* 18. dubna 1884)
- 1967
  - Michael Gold, americký spisovatel a novinář (* 12. dubna 1884)
  - Renzo De Vecchi, italský fotbalový obránce (* 3. únor 1894)
- 1968 – Husband Kimmel, admirál amerického vojenského námořnictva (* 26. února 1882)
- 1969 – Frederick Lane, australský plavec, dvojnásobný olympijský vítěz (* 2. února 1880)
- 1970 – Billie Burkeová, americká herečka (* 7. srpna 1884)
- 1972
  - Romas Kalanta, litevský národní hrdina (* 22. února 1953)
  - Ilija Bosilj, srbský malíř a rolník (* 18. července 1895)
  - Charles van den Driessche, belgický hokejista (* 31. srpna 1904)
- 1973
  - Raymond Schwartz, francouzský ředitel banky, básník, esperantista, humorista a kabaretiér (* 8. dubna 1894)
  - Willibald Gatter, německo-český inženýr a automobilový konstruktér (* 12. prosince 1896)
  - Hans Haas, rakouský vzpěrač židovského původu (* 17. října 1906)
- 1974 – Jakob Levy Moreno, rakousko-americký lékař, psychiatr a sociolog (* 18. května 1889)
- 1975 – Teodor Hirner, slovenský hudební skladatel (* 20. dubna 1910)
- 1976 – Keith Relf, anglický hudebník (* 22. března 1943)
- 1978 – Eduard Friš, slovenský historik, publicista a komunistický politik (* 27. ledna 1912)
- 1981 – Michele Andreolo, uruguayský fotbalista (* 6. září 1912)
- 1983
  - Fjodor Alexandrovič Abramov, ruský spisovatel a literární vědec (* 29. února 1920)
  - Leonard Read, americký ekonom (* 26. září 1898)
- 1984 – Walter Rauff, velitel SS v nacistickém Německu (* 19. června 1906)
- 1987
  - Rita Hayworthová, americká tanečnice a herečka (* 17. října 1918)
  - Stanisław Franciszek Adamczewski, polský profesor biologických věd (* 20. září 1909)
  - Štefan Martiš, slovenský stíhací pilot (* 28. března 1918)
- 1988 – Willem Drees, nizozemský premiér (* 5. července 1886)
- 1991
  - Aladár Gerevich, maďarský šermíř, který získal zlatou medaili na šesti OH (* 16. března 1910)
  - Ťiang Čching, manželka čínského komunistického vůdce Mao Ce-tunga (* březen 1914)
- 1992 – Nie Žung-čen, čínský komunistický vojevůdce a politik (* 29. prosince 1899)
- 1994 – David Albritton, americký atlet (* 13. dubna 1913)
- 1995 – Christian B. Anfinsen, americký biochemik, Nobelova cena za chemii 1972 (* 26. března 1916)
- 1996
  - Adolf Rambold, německý inženýr, šiřitel čajových sáčků (* 5. října 1900)
  - Adone Stellin, italský fotbalista (* 3. březen 1921)
  - Leopold Šťastný, slovenský fotbalista (* 23. května 1911)
- 1998 – Frank Sinatra, americký zpěvák a herec (* 1915)
- 2000 – Keizó Obuči, japonský politik a předseda vlády (* 1937)
- 2001
  - Mauro Bolognini, italský filmový a divadelní režisér (* 28. června 1922)
  - Héctor Puricelli, italský fotbalista (* 15. září 1916)
- 2003 – Rudolf Molnár, maďarský pedagog, překladatel, publicista (* 14. srpna 1915)
- 2006 – Robert Bruce Merrifield, americký biochemik, Nobelova cena za chemii 1984 (* 15. července 1921)
- 2007 – Jean Saubertová, americká sjezdová lyžařka, dvojnásobná olympijská medailistka v roce 1964 (* 1. května 1942)
- 2008 – Jurij Rytcheu, ruský spisovatel čukčského původu (* 8. března 1930)
- 2009 – Buddy Montgomery, americký vibrafonista (* 30. ledna 1930)
- 2012
  - Belita Woods, americká zpěvačka (* 23. října 1948)
  - Ľudovít Koiš, slovenský fotbalista (* 9. srpna 1935)
- 2015 – B. B. King, americký bluesový kytarista, zpěvák a skladatel (* 16. září 1925)
- 2016 – Julius Matula, slovenský filmový režisér a scenárista (* 28. října 1943)
- 2018
  - Tom Wolfe, americký novinář a spisovatel (* 2. března 1931)
  - George Sudarshan, indický teoretický fyzik a profesor (* 16. září 1931)
- 2019 – Tim Conway, americký komik, herec a zpěvák (* 15. prosince 1933)
- 2021 – Milan Ftáčnik, slovenský politik a vysokoškolský pedagog (* 30. října 1956)
- 2022
  - Christian Giudicelli, francouzský spisovatel a literární kritik (* 27. června 1942)
  - Uri Savir, izraelský politik (* 7. ledna 1953)
  - Hermann Stöcker, východoněmcký fotbalista (* 6. ledna 1938)
- 2023
  - Ingrid Haeblerová, rakouská pianistka (* 20. června 1929)
  - Ferran Olivella, španělský fotbalista (* 22. června 1936)
  - Kornélios (Rodousakis), řecký kněz Jeruzalémské pravoslavné církve (* 6. března 1936)

## Svátky

### Česko
- Bonifác
- Dina
- Den matek (je-li neděle)
- Aglaja
- Dobromír
- Justa, Justína, Justýna
- Pravoslava, Pravomila, Pravdomila
- Socialistický kalendář – Založení Komunistické strany Československa (1921)

### Svět
- Světový den hypertenze
- Paraguay – Den nezávislosti
- Guinea – Vznik Demokratické strany
- Malawi – Kamuzu Day
- Libérie – Svátek spojení
- Slovensko – Bonifác

Katolický kalendář
- Matěj (apoštol) – v roce 1970 přesunut z 24. února

## Pranostiky

### Česko
- Pan Serboni pálí stromy. (Pan Serboni = PANkrác SERvác + BONIfác)
- Pankrác, Servác, Bonifáci jsou ledoví muži, Žofie je jejich kuchařka.
- Pankrác, Servác, Bonifáci pro sadaře jsou zlí chlapci.
- Pankrác, Servác, Bonifác – ledoví muži, spalují mrazem ovoce i růži.

| 14. květen v pražském KlementinuÚdaje jsou platné k 11. 3. 2025. | 14. květen v pražském KlementinuÚdaje jsou platné k 11. 3. 2025. | 14. květen v pražském KlementinuÚdaje jsou platné k 11. 3. 2025. |
| minimum                                                          | denní průměr                                                     | maximum                                                          |
| ---------------------------------------------------------------- | ---------------------------------------------------------------- | ---------------------------------------------------------------- |
| 2,4 °C (1935)                                                    | 15,2 °C (od 1961)                                                | 32,5 °C (1969)                                                   |